# OHKB 11–13
Die drei Tenderlokomotiven OHKB 11–13 wurden von der Lokomotivfabrik AEG als Industrielokomotiven für die Osthavelländische Kreisbahnen gebaut.
Nach dem Zweiten Weltkrieg kamen die Lokomotiven zur Deutschen Reichsbahn und erhielten die Betriebsnummern 89 6479–6481. Die Lokomotiven waren bis 1970 im Einsatz und wurden dann verschrottet.

## Geschichte und Einsatz

### Vorkriegsgeschichte
AEG entwickelte ein eigenes Fahrzeugprogramm und fertigte keine Fahrzeuge nach dem ELNA-Prinzip. Von den Leistungsdaten waren die Lokomotiven nicht sehr von den ELNA-Lokomotiven entfernt, in der Bauausführung hingegen moderner.
Mit den Osthavelländischen Kreisbahnen hatte AEG einen Kunden, der neben Wirtschaftlichkeit eine moderne Lokomotivkonstruktion wünschte. So wurde 1925 zunächst eine Lokomotive mit Achsfolge C und Heißdampfantrieb gefertigt. Zwei baugleiche Loks wurden 1926 ausgeliefert. Diese erhielten die Betriebsnummern OHKB 11–13. 1929 wurde die OHKB 13 an die Westhavelländischen Kreisbahnen abgegeben und erhielt dort die Nummer WHKB 5II. Es wurde berichtet, dass sie die Erwartungen vollauf erfüllten.

### Nachkriegsgeschichte
Alle drei Lokomotiven überstanden den Zweiten Weltkrieg und wurden durch die Verstaatlichung der Havelländischen Kreisbahnen von der Deutschen Reichsbahn als 89 6479–6481 übernommen. Sie wurden bevorzugt im Rangier-, aber auch im Nahgüterzugdienst eingesetzt. Von 1959 bis 1960 leistete die 89 6479 Personenzugdienst auf der Kleinbahn Goldbeck–Werben. Während die 89 6479 und 89 6481 noch bis 1957 in Ketzin beheimatet waren, kam 89 6480 nach Magdeburg-Rothensee. 1962 war sie zusammen mit der 89 6479 im Bahnbetriebswerk Jerichow beheimatet, die 89 6481 in Aue. Ab 1965 waren alle Loks in Jerichow. Hier schied als letzte 1970 die 89 6481 aus und wurde im gleichen Jahr verschrottet.

## Technik
Ausgerüstet waren die Lokomotiven mit einem durchgehenden Blechrahmen, er war von der vorderen bis hinteren Pufferbohle mit mehreren Querversteifungen versehen. Alle Radsätze waren fest im Rahmen gelagert, die Achsanordnung war symmetrisch. Der zweite Radsatz der Lok war der Treibradsatz. Die Lokomotive besaß eine Heusinger-Steuerung, die Steuerung geschah über Kolbenschieber. Ursprünglich waren für den Druckausgleich Winterthur-Druckausgleicher vorhanden, bei späteren Umbauten wurden Druckausgleichkolbenschieber verwendet und die Anschlüsse für den ehemaligen Druckausgleich blind verschraubt. Der Kreuzkopfgleitbahn war einschienig.
Der Kessel mit einem Überhitzer der Bauart Schmidt lag frei über dem Rahmen und bestand aus zwei Schüssen, der vordere trug den Dampf- und der hintere den Sanddom. Beide Aufbauten wirkten voluminös und verstärkten die moderne Bauform der Fahrzeuge. Der Stehkessel nahm eine breite Feuerbüchse aus Kupfer auf, die Rostfläche war fast quadratisch. Ursprünglich war direkt vor dem Führerhaus ein Sicherheitsventil ähnlich der Bauart Pop angeordnet, später besaßen sie Sicherheitsventile der Bauart Ramsbotton. Die Rauchkammer hatte den gleichen Durchmesser wie der Langkessel, sie trug einen kurzen Schornstein ohne Aufsatz. Verbunden war sie über einen stabilen Rahmen mit dem Rahmen der Lok. Gespeist wurde der Kessel durch zwei Strahlpumpen der Bauart Strube.
Das Führerhaus war groß und ermöglichte durch die seitlichen Fenster sowie Stirnseitenfenster eine gute Rundumsicht. Gebremst wurden die Räder einseitig von vorn. Auch die Sicherungseinrichtungen waren nach der üblichen Bauart ausgeführt. Die ursprüngliche Petroleumbeleuchtung wurde bei der Deutschen Reichsbahn durch elektrische Beleuchtung mit Turbogenerator ersetzt.